# 証聖者
証聖者（しょうせいしゃ、ラテン語: Confessor, 英語: Confessor）とは、カトリック教会における聖人の称号の一つ。正教会での、表信者に相当する。
カトリック教会では、男性の聖人と福者で、殉教しなかった者である。歴史的には、信仰のため迫害にあい拷問を受けたが、殉教者ではない人物である。5世紀ごろのヨーロッパでは迫害が少なくなり、清い生活を送り、平和のうちに帰天した男性にも与えられた。有名な証聖者はエドワード懺悔王、聖マクシモスらである。
司教証聖者、教皇証聖者、教会博士証聖者などのように、他の称号と並べられる場合もある。